# Kurt Moser (Künstler)

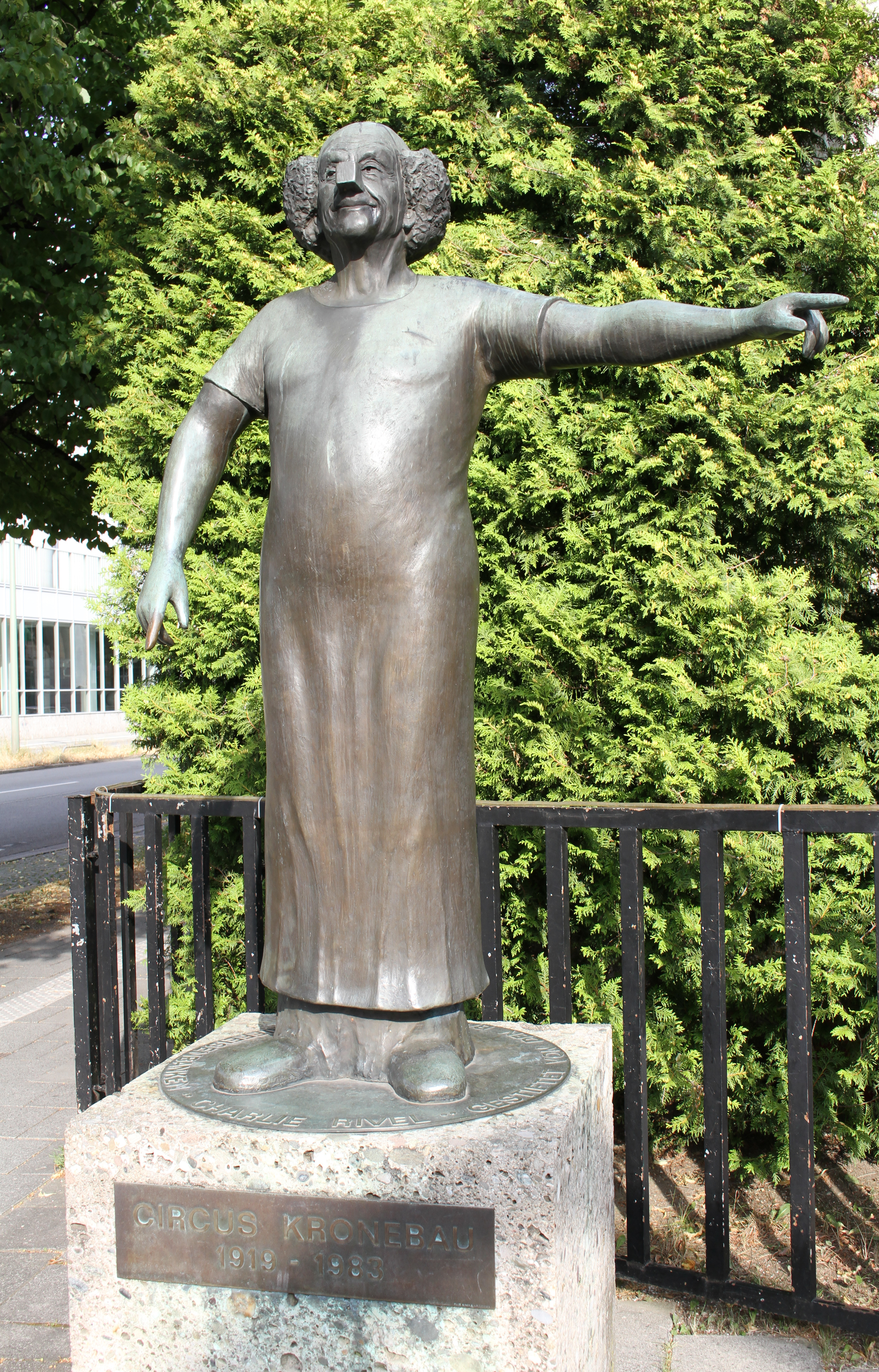
Bronzefigur des Clowns Charlie Rivel in München

Kurt Moser (* 28. Mai 1926 in Regensburg; † 23. Dezember 1982 in München) war ein deutscher Künstler.

## Leben
Kurt Moser zog im Alter von vier Jahren mit seinen Eltern nach München. Dort absolvierte er sein Studium in der Akademie der Bildenden Künste unter Mayrshofer. 1952 erhielt er an der Akademie der bildenden Künste sein diplom in Wien als akademischer Maler. 
Er machte sich in der Münchener Kunstszene bald einen Namen als Landschaftsmaler. Ab 1973 begann er zu modellieren und erzielte als Bildhauer seine größten Erfolge. Im Thiemig-Verlag erschien 1978 sein Buch Bronzeplastiken und Skizzen.
Kurt Moser starb am 23. Dezember 1982 im Alter von 56 Jahren in München.

## Ausstellungen
- 1982: Europäischer Skulpturenpark in Willebadessen